# Speaking in Tongues
Speaking in Tongues är ett album från 1983 av Talking Heads. Det här albumet kom med hiten "Burning Down the House" att bli gruppens populäraste. Även "This Must Be the Place (Naive Melody)" nådde hyfsade framgångar på singellistorna. Albumet utnämndes till 1983 års tredje bästa i den årliga Pazz & Jop-omröstningen.

## Låtlista
Alla låtar skrivna av David Byrne, Chris Frantz, Jerry Harrison och Tina Weymouth.
1. "Burning Down the House" - 4:00
2. "Making Flippy Floppy" - 5:53
3. "Girlfriend Is Better" - 5:45
4. "Slippery People" - 5:03
5. "I Get Wild/Wild Gravity" - 5:14
6. "Swamp" - 5:09
7. "Moon Rocks" - 5:42
8. "Pull up the Roots" - 5:08
9. "This Must Be the Place (Naive Melody)" - 4:56

## Listplaceringar
| Lista (1983)   | Position               |
| -------------- | ---------------------- |
| Australien     | 15 (Kent Music Report) |
| Finland        | 27                     |
| Frankrike      | 18                     |
| Island         | 6 (DV Vinsældalisti)   |
| Kanada         | 7 (RPM)                |
| Nederländerna  | 14                     |
| Norge          | 11 (VG-lista)          |
| Nya Zeeland    | 3                      |
| Storbritannien | 21 (UK Albums Chart)   |
| Sverige        | 12 (Topplistan)        |
| USA            | 15 (Billboard 200)     |
| Västtyskland   | 10                     |
| Österrike      | 20                     |